# Fontenai-les-Louvets
Fontenai-les-Louvets és un municipi francès situat al departament de l'Orne i a la regió de Normandia. L'any 2007 tenia 248 habitants.

## Demografia

### Població
El 2007 la població de fet de Fontenai-les-Louvets era de 248 persones. Hi havia 107 famílies de les quals 29 eren unipersonals (25 homes vivint sols i 4 dones vivint soles), 39 parelles sense fills, 31 parelles amb fills i 8 famílies monoparentals amb fills.
La població ha evolucionat segons el següent gràfic:
Habitants censats

### Habitatges
El 2007 hi havia 137 habitatges, 107 eren l'habitatge principal de la família, 23 eren segones residències i 7 estaven desocupats. Tots els 136 habitatges eren cases. Dels 107 habitatges principals, 90 estaven ocupats pels seus propietaris, 16 estaven llogats i ocupats pels llogaters i 2 estaven cedits a títol gratuït; 1 tenia una cambra, 6 en tenien dues, 23 en tenien tres, 22 en tenien quatre i 56 en tenien cinc o més. 87 habitatges disposaven pel capbaix d'una plaça de pàrquing. A 45 habitatges hi havia un automòbil i a 56 n'hi havia dos o més.

### Piràmide de població
La piràmide de població per edats i sexe el 2009 era:
| Homes | Edats   | Dones |
| ----- | ------- | ----- |
| 0     | 95 o +  | 0     |
| 0     | 90 a 94 | 0     |
| 4     | 85 a 89 | 0     |
| 0     | 80 a 84 | 4     |
| 8     | 75 a 79 | 8     |
| 4     | 70 a 74 | 12    |
| 0     | 65 a 69 | 4     |
| 12    | 60 a 64 | 8     |
| 4     | 55 a 59 | 16    |
| 8     | 50 a 54 | 4     |
| 12    | 45 a 49 | 4     |
| 12    | 40 a 44 | 16    |
| 12    | 35 a 39 | 8     |
| 0     | 30 a 34 | 4     |
| 0     | 25 a 29 | 0     |
| 8     | 20 a 24 | 0     |
| 8     | 15 a 19 | 8     |
| 8     | 10 a 14 | 12    |
| 16    | 5 a 9   | 12    |
| 0     | 0 a 4   | 4     |

## Economia
El 2007 la població en edat de treballar era de 162 persones, 119 eren actives i 43 eren inactives. De les 119 persones actives 111 estaven ocupades (63 homes i 48 dones) i 8 estaven aturades (4 homes i 4 dones). De les 43 persones inactives 15 estaven jubilades, 14 estaven estudiant i 14 estaven classificades com a «altres inactius».

### Ingressos
El 2009 a Fontenai-les-Louvets hi havia 113 unitats fiscals que integraven 257 persones, la mediana anual d'ingressos fiscals per persona era de 19.011 €.

### Activitats econòmiques
Els 2 establiments que hi havia el 2007 eren d'empreses de comerç i reparació d'automòbils.
L'any 2000 a Fontenai-les-Louvets hi havia 12 explotacions agrícoles que ocupaven un total de 469 hectàrees.

## Poblacions més properes
El següent diagrama mostra les poblacions més properes.